# Panzerzug Wpered sa Rodinu
Der Panzerzug Wpered sa Rodinu (russisch Бронепоезд Вперед за Родину Bronepojesd Wpered sa Rodinu, deutsch: Vorwärts für das Mutterland) war ein Panzerzug der Weißen Armee aus der Zeit des Russischen Bürgerkrieges.

## Geschichte
Am 1. Juli 1918 wurde am Bahnhof von Tichorezk, einem der größten Eisenbahnknotenpunkte im Nordkaukasus, einer der ersten Panzerzüge der Weißen Armee zusammengestellt. Dazu wurde erbeutetes Rollmaterial vom bolschewistischen 3. Panzerzug vor Ort verwendet. Am 16. November 1918 erhielt er seinen Namen und hieß Panzerzug Wpered sa Rodinu.

## Technische Daten

### Artilleriewagen
Der Panzerzug Wpered sa Rodinu verfügte über fünf Artilleriewagen. Dieser hatte eine 7,5-cm-Marinegeschütz auf einer festen Lafette an einer Stirnseite des Wagens verbaut. Weiterhin verfügte er über eine 4,7-cm, zwei 10,2-cm- und eine 12-cm-Kanone.

### Maschinengewehrwagen
Neben den Artilleriewagen hatte der Panzerzug einen Maschinengewehrwagen.

## Einsatz
Den ersten Einsatz hatte der Panzerzug Wpered sa Rodinu bereits Ende Juli 1918, als die Truppen der Weißen Armee Jekaterinodar Angriff. Bei einem schweren Gefecht wurde der Panzerzug beschädigt und der Kommandant dabei getötet. In der zweiten Augusthälfte wurde der Panzerzug beim Angriff auf Armawir eingesetzt. Während eines Angriffes auf Otrada-Kubanskaya am 1. September 1918 wurden zwei Maschinengewehrwagen zerstört. Der Rest des Panzerzuges zog sich nach Jekaterinodar zurück und wurde mit zwei neuen Wagen ausgestattet. Bereits am 14. September war er neu ausgerüstet und kehrte zur Front zurück, wo er einen erneuten Angriff auf Armawir unterstützte. Dabei wurde der Kessel der Dampflokomotive durch einen Treffer bolschewistischer Artillerie getroffen und der Kommandant tödlich verwundet.
Nach einer erneuten Reparatur wurde er auf die Eisenbahnlinie zwischen Stawropol und Kawkazkaja verlegt. Dort unterstützte er den Angriff auf Stawropol. Nach der erfolgreichen Eroberung war der Panzerzug auf der Eisenbahnlinie zwischen Stawropol und Swetlograd im Einsatz. Als er am 17. November 1918 nach Stawropol zurückkehrte um Wasser und Kohle aufzufüllen, geriet er unter schweren und unerwarteten bolschewistischen Beschuss. Dabei wurde er schwer beschädigt und zur Reparatur nach Tichorezk geschickt.
Mit dem Befehl des Oberbefehlshabers der Streitkräfte Südrusslands Nummer 295 vom 14. Februar 1919 wurden alle verfügbaren Panzerzüge in drei Panzerzugdivisionen zusammengefasst. Dabei wurde der Panzerzug Wpered sa Rodinu der 1. Panzerzugdivision zugeteilt. Über die weitere Einsatzgeschichte im Jahr 1919 liegen keine Informationen vor. Anfang 1920 war er auf der Eisenbahnlinie zwischen Armawir und Tuapse im Einsatz. Am 9. Februar 1920 erlitt die Besatzung während des Kampfes bei Bełoy Glinoy schwere Verluste, als vier Offiziere und 14 Soldaten getötet wurden. Am 22. Februar wehrte der Panzerzug, zusammen mit dem 2. unabhängigen schwerer Panzerzug, in der Schlacht um Belaja Glina mehrere Angriffe der bolschewistischen Truppen ab. Am 2. April 1920 wurde der Panzerzug am Bahnhof Lao beim Verlassen der Region Tuapse aufgegeben. Auf der Halbinsel Krim wurde er am 16. April offiziell aufgelöst und die Besatzung zur Verstärkung der Besatzung des Panzerzuges Sewastopolez eingesetzt.

## Zugpersonal
- Panzerzugkommandant
  - Hauptmann Wysiewko (1. Juli 1918 – † 1. August 1918)
  - Oberstleutnant Grigoriew (1. August 1918 – † 2. Oktober 1918)
  - Oberst M. F. Kelberer (2. Oktober 1918 – 25. Oktober 1918)
  - Oberst Gadd (25. Oktober 1918 – 7. April 1919)
  - Oberst Skoritowski (7. April 1919 – † 24. August 1919)
  - Hauptmann W. A. Juriew (24. August 1919 – 2. April 1920)